# Chambers Street–World Trade Center/Park Place/Cortlandt Street Station

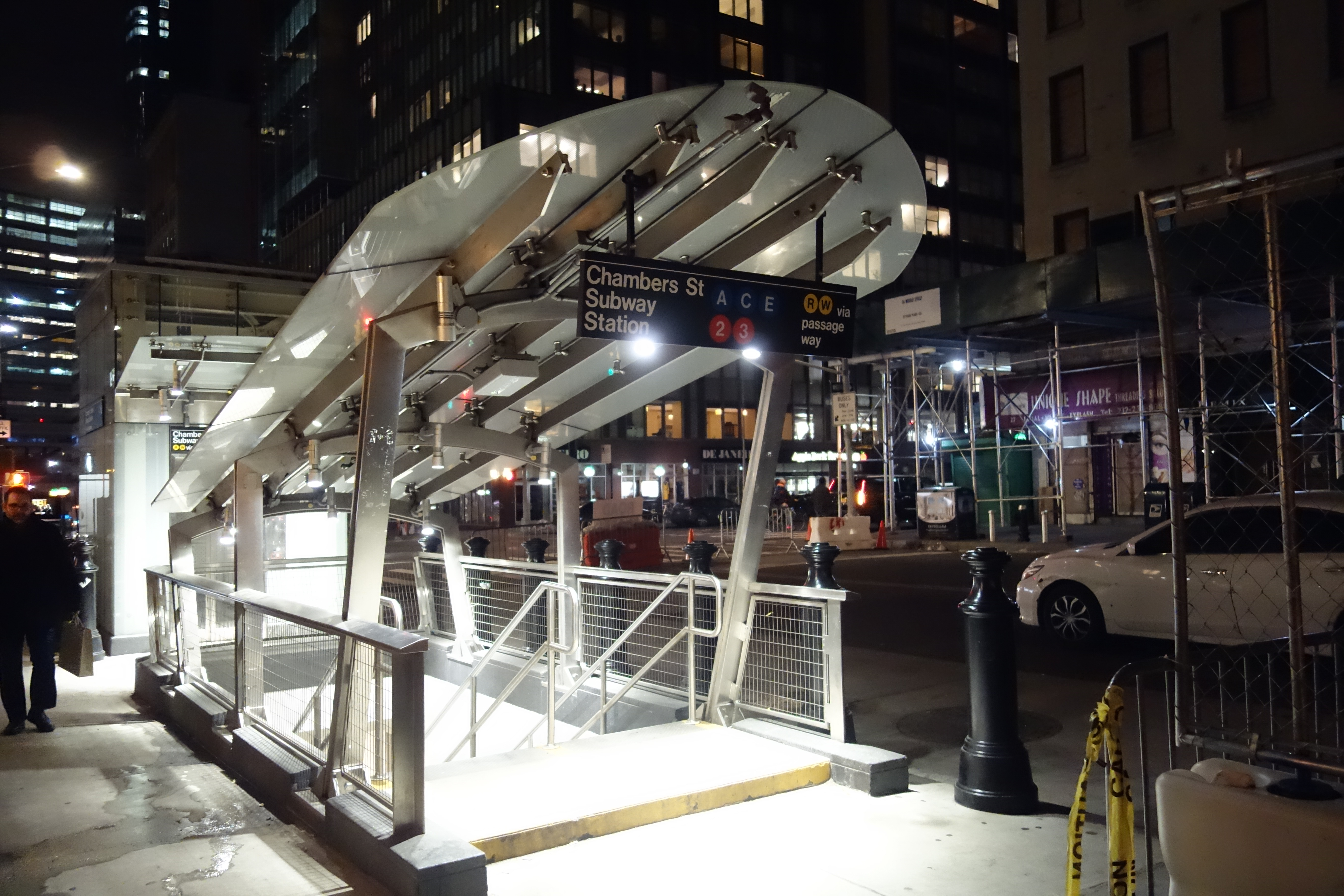
Eingang in die Chambers Street Station

Die Station Chambers Street–World Trade Center/Park Place/Cortlandt Street ist ein U-Bahn-Stationskomplex der New York City Subway in Lower Manhattan in New York City. Der Komplex befindet sich in der Church Street zwischen Chambers Street und Cortlandt Street am World Trade Center. Er ist Teil des U-Bahn- und Einzelhandelskomplexes Fulton Center.
Die einzelnen Stationen Chambers Street–World Trade Center, Park Place und Cortlandt Street sind durch Gänge und Treppen miteinander verbunden und werden von der IND Eighth Avenue Line, der IRT Broadway–Seventh Avenue Line und der BMT Broadway Line bedient. Die Station Chambers Street–World Trade Center ist mit einer Zwischenebene verbunden, wobei den Nordteil die Chambers Street Station und den Südteil die World Trade Center Station einnimmt. Die BMT Broadway Line unterquert die IRT Broadway–Seventh Avenue Line im Kreuzungsbereich Church Street/Park Place. Der Stationskomplex ist mit der PATH-Station (Port Authority Trans-Hudson) am World Trade Center verbunden. Dort besteht ein Übergang zur U-Bahn-Station WTC Cortlandt an der Greenwich Street, wo die Linie  der IRT Broadway–Seventh Avenue Line verkehrt. Mit der rund hundert Meter langen Dey Street Passage besteht eine Verbindung zum U-Bahn-Stationskomplex Fulton Street Station () am Broadway, wo sich auch das Hauptgebäude mit Einzelhandel vom Fulton Center befindet. 2019 nutzten 20.820.549 Fahrgäste den Stationskomplex, der damit den 9. Platz unter den New York City Subway-Stationen einnimmt.

## Stationen
Die vier Stationen des Komplexes und die U-Bahn-Linien entlang der Church Street.
| Station            | Linien | U-Bahn-Strecke                   | Bahnsteig       | Barrierefrei      | Zugänge                                               |
| ------------------ | ------ | -------------------------------- | --------------- | ----------------- | ----------------------------------------------------- |
| Chambers Street    |        | IND Eighth Avenue Line           | Mittelbahnsteig | Nur Zwischenebene | Zwischen Chambers Street und Park Place               |
| World Trade Center |        | IND Eighth Avenue Line           | Mittelbahnsteig | Ja                | Zwischen der Fulton Street und Vesey Street           |
| Park Place         |        | IRT Broadway–Seventh Avenue Line | Mittelbahnsteig | Nur Zwischenebene | In der Park Place zwischen Church Street und Broadway |
| Cortlandt Street   |        | BMT Broadway Line                | Seitenbahnsteig | Ja                | Zwischen Cortlandt und Dey Street                     |

## Galerie

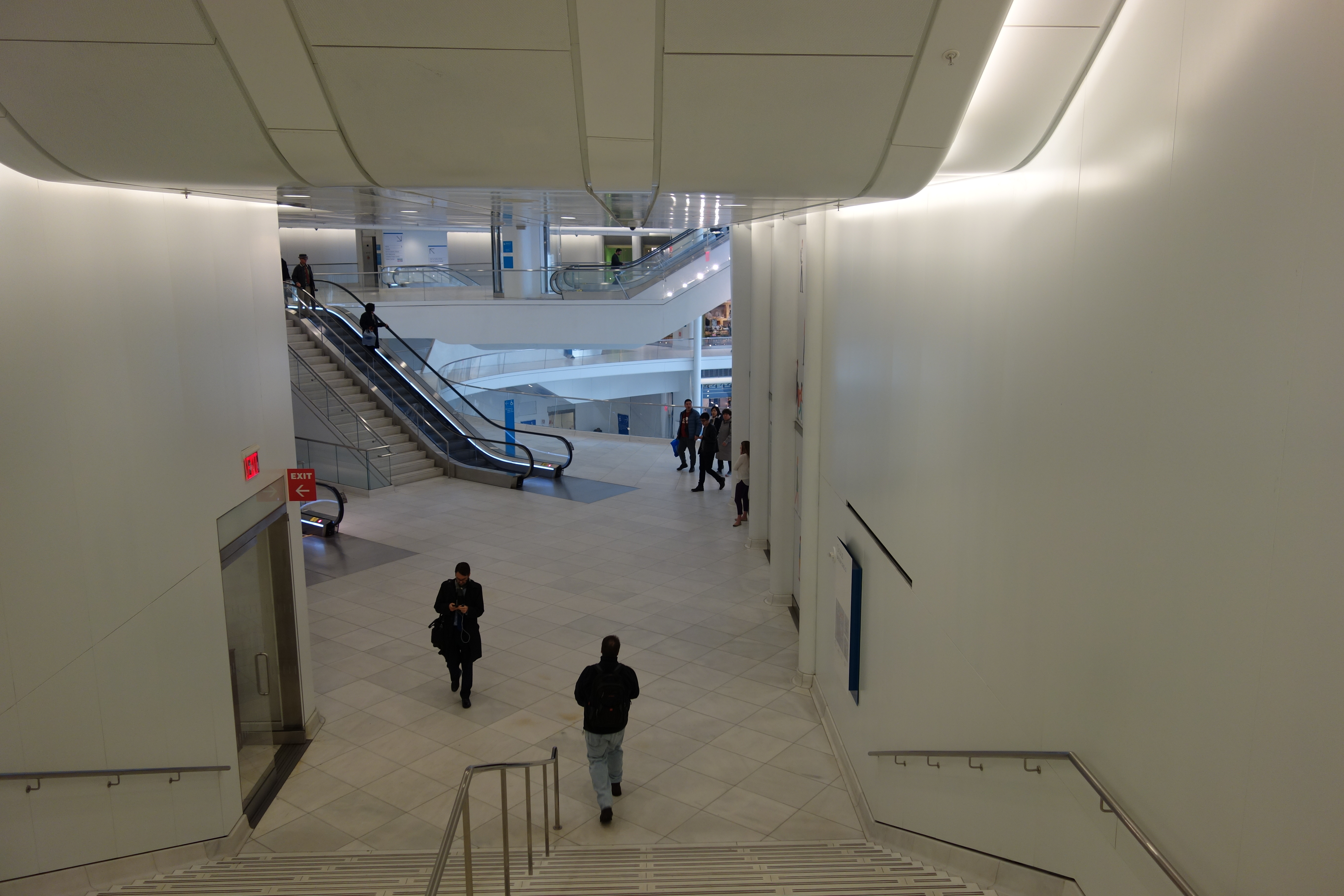
Passage von der Chambers Street–World Trade Center Station der IND Eighth Avenue Line in die PATH-Station (Oculus)
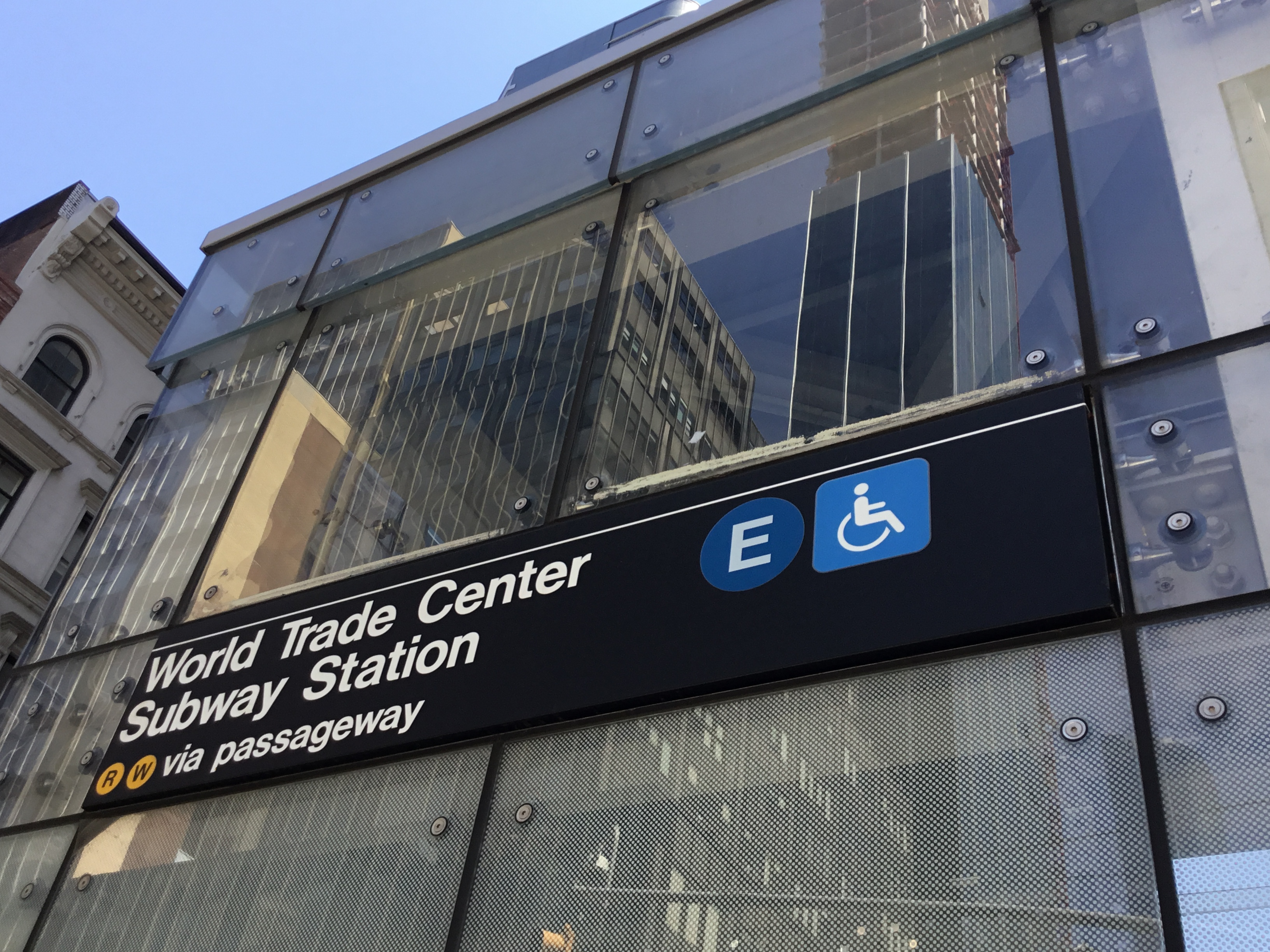
Aufzug der World Trade Center Station – Linie E, Ecke Church Street/Park Place
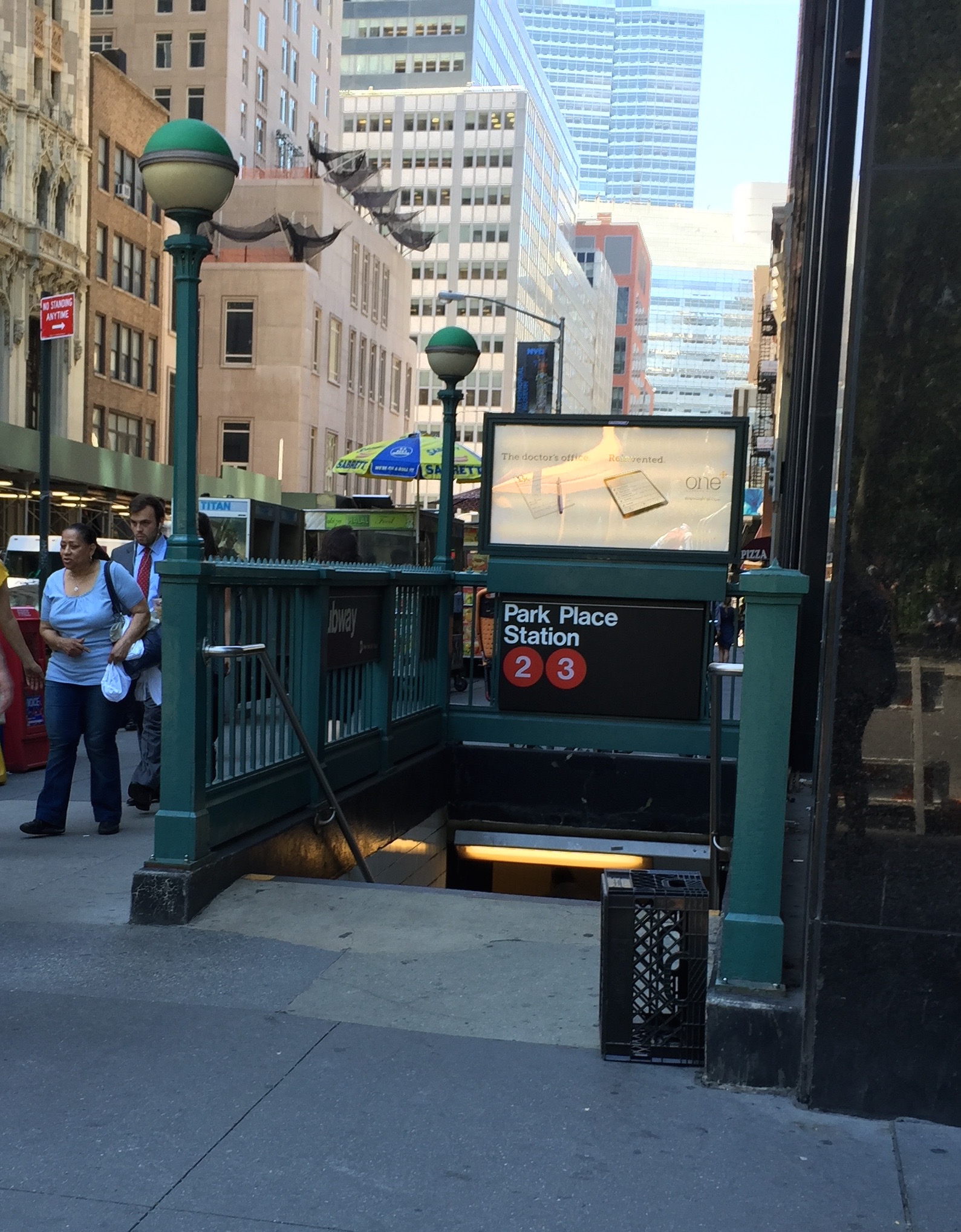
Eingang zur Park Place Station (IRT Broadway–Seventh Avenue Line) am Broadway/Woolworth Building
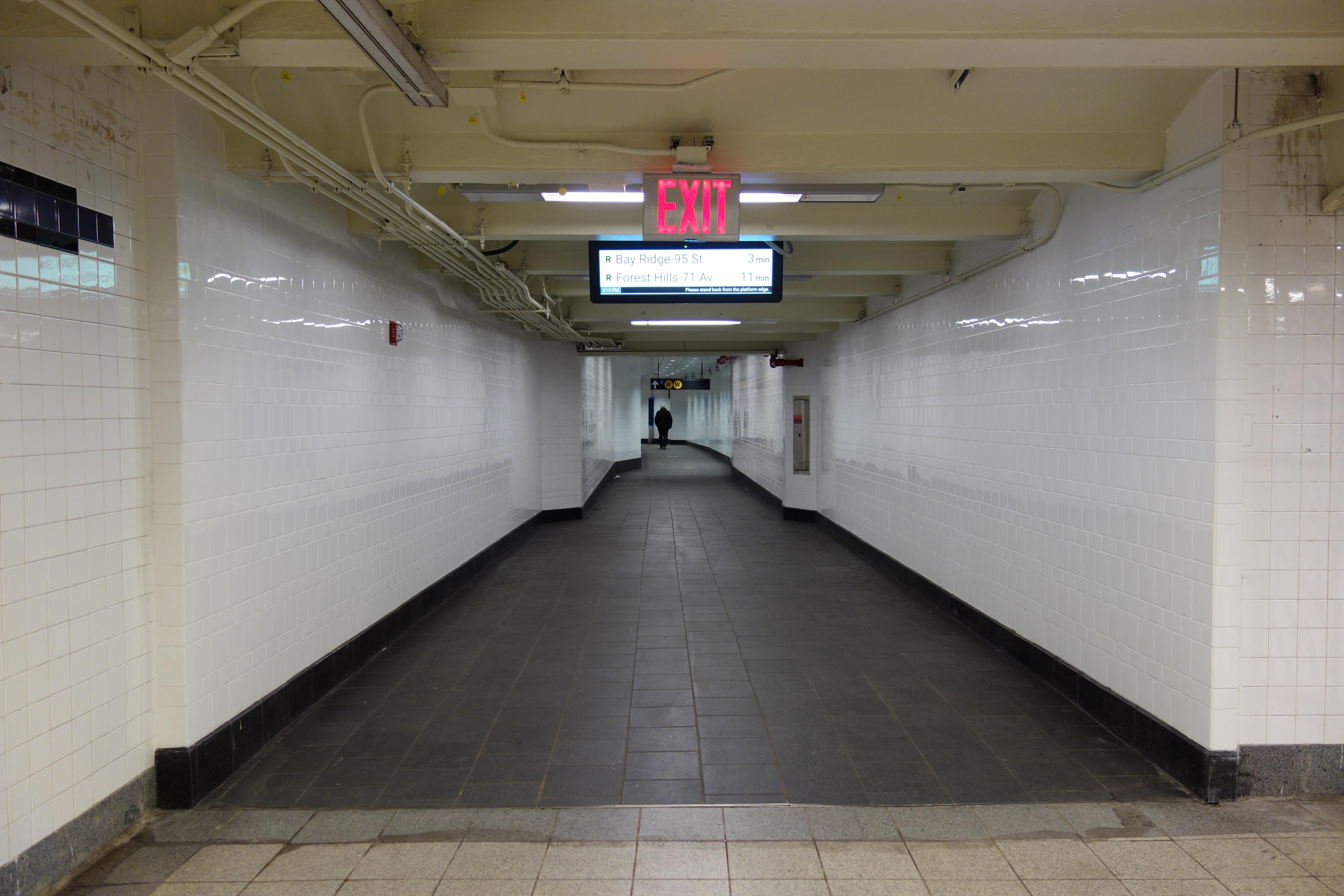
Passage zwischen World Trade Center Station (IND Eighth Avenue Line) und Cortlandt Street Station (BMT Broadway Line)
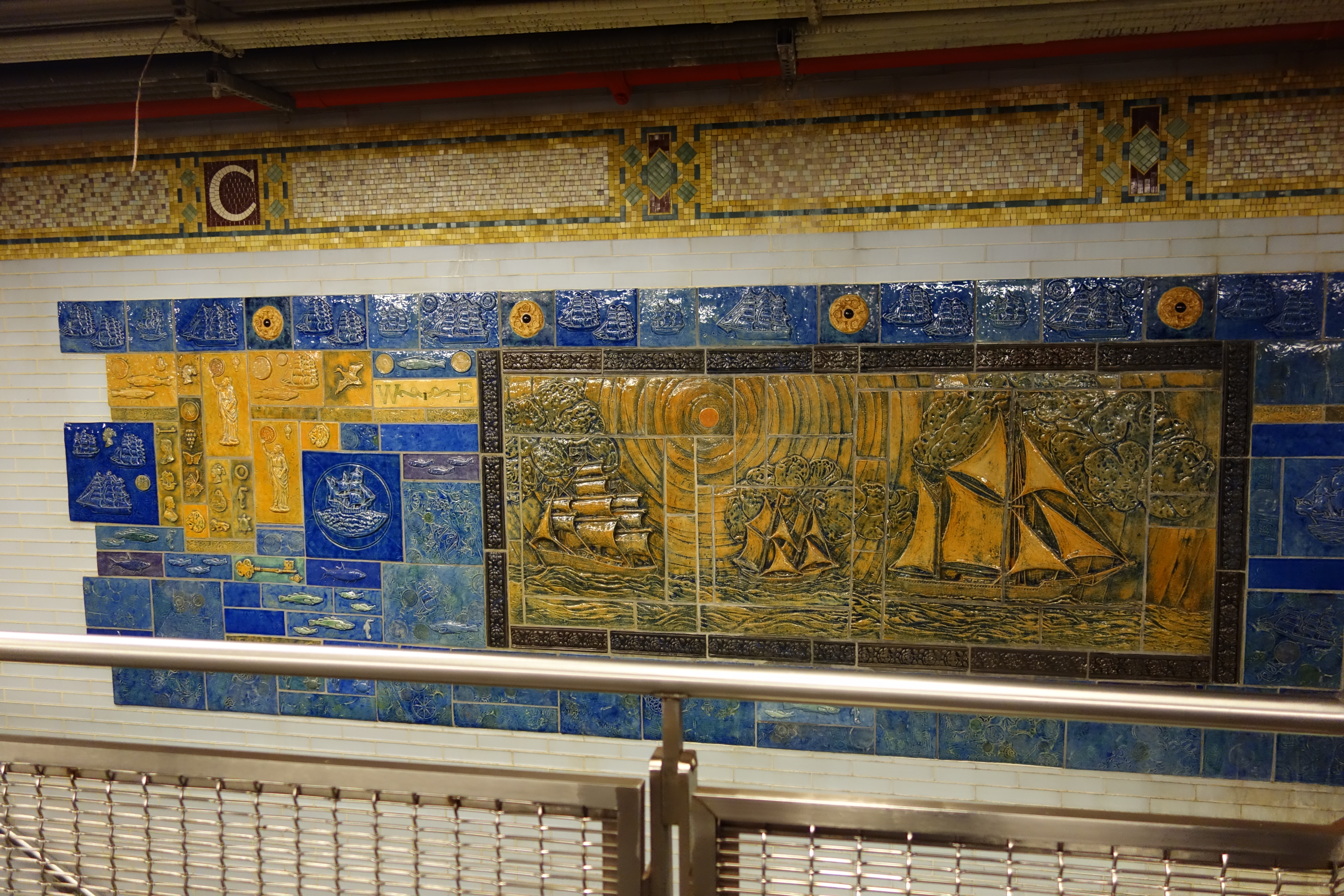
Kunstwerk „Handel, Schatz und Reisen“ in der Cortlandt Street Station
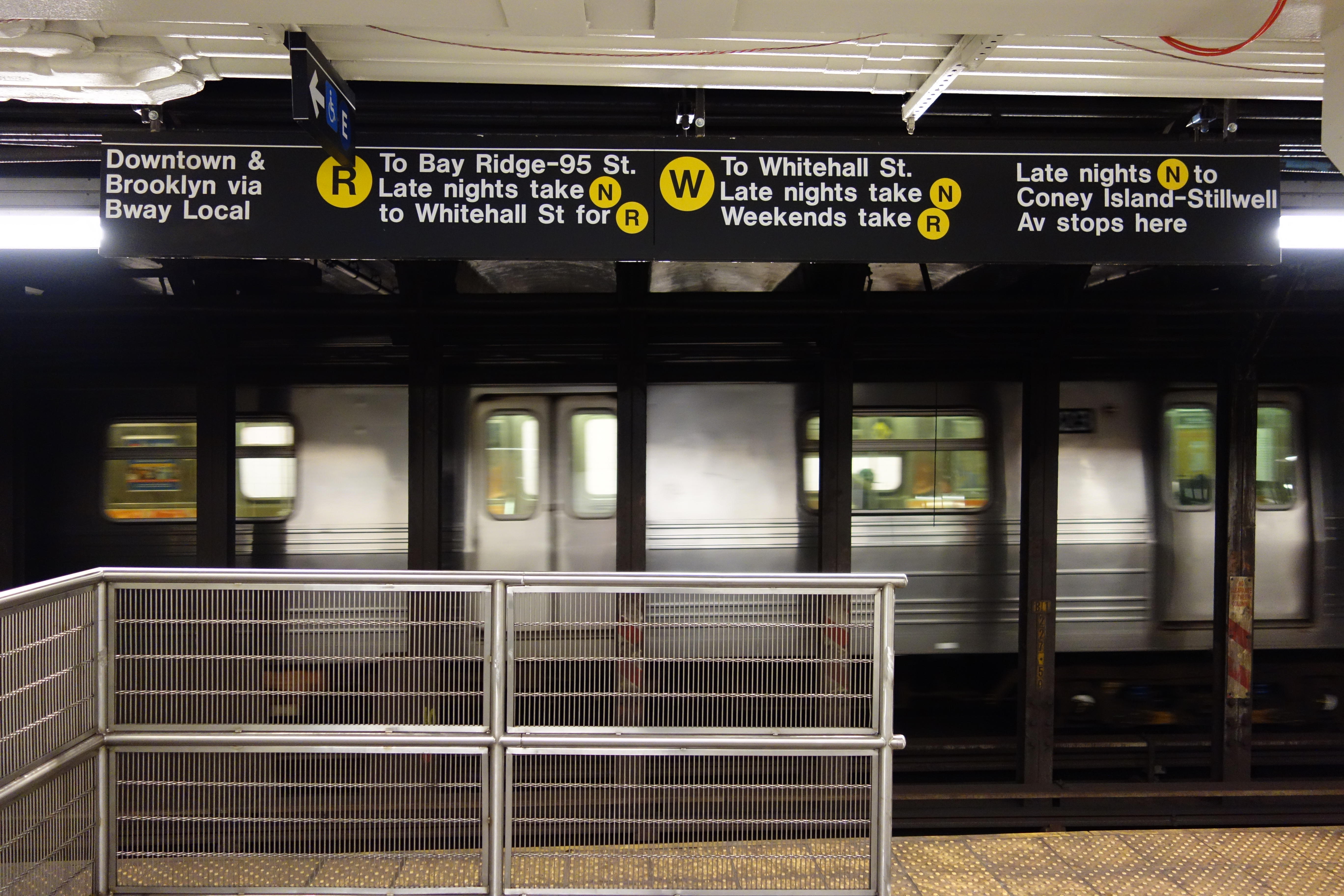
Hinweistafel in der Cortlandt Street Station